# Dimophora evanialis
Dimophora evanialis är en stekelart som först beskrevs av Johann Ludwig Christian Gravenhorst 1829.  Dimophora evanialis ingår i släktet Dimophora och familjen brokparasitsteklar. Enligt den finländska rödlistan är arten nära hotad i Finland. Arten är reproducerande i Sverige. Artens livsmiljö är kulturmarker och andra av människan skapade miljöer. Inga underarter finns listade i Catalogue of Life.